# Rhauderfehn
Rhauderfehn är en kommun i distriktet Leer i det historiska landskapet Ostfriesland, förbundslandet Niedersachsen, Tyskland, med cirka 
19 000 invånare. Kommunen ligger i den del av Ostfriesland som kallas Overledingerland, det vill säga området mellan floderna Leda och Ems.

## Geografi
Kommunen ligger på det nordtyska låglandet i södra delen av Ostfriesland. Området präglas av jordbruk. Kommunen består av tio orter som tidigare utgjorde självständiga kommuner.

## Historia
Den äldsta byn i Rhauderfehn är Backemoor, vars kyrka är från år 1250. Under den tid i frisernas historia som benämns den frisiska friheten var Backemoor den ort där rådsfolk från hela det dåvarande frisiska landskapet Overledingerland samlades.
Westrhauderfehn grundades av affärsmän år 1769 som en så kallad fehnkoloni. Ostfriesland var vid denna tid en del av Preussen och dessa affärsmän hade av den preussiska staten fått rättigheterna att bryta torv i området. Deras företag, Rhauder-Fehn-Compagnie, förmedlade samtidigt tomtmarker till dem som ville flytta dit. Torven såldes som bränsle och de ytor där torven togs bort blev jordbruksmark. Liksom andra byar som har anlagts genom fehnkolonisering har Rhauderfehn ett flertal långa kanaler, som tidigare användes för att dels avvattna området, dels frakta torven.
Genom Niedersachsens kommunreform slogs år 1973 tio kommuner samman till dagens kommun Rhauderfehn.

## Orter i Rhauderfehns kommun
- Backemoor
- Holte
- Burlage
- Collinghorst
- Klostermoor
- Rhaude
- Rhaudermoor
- Schatteburg
- Westrhauderfehn (kommunens huvudort)
- Langholt